# Prusy (województwo małopolskie)

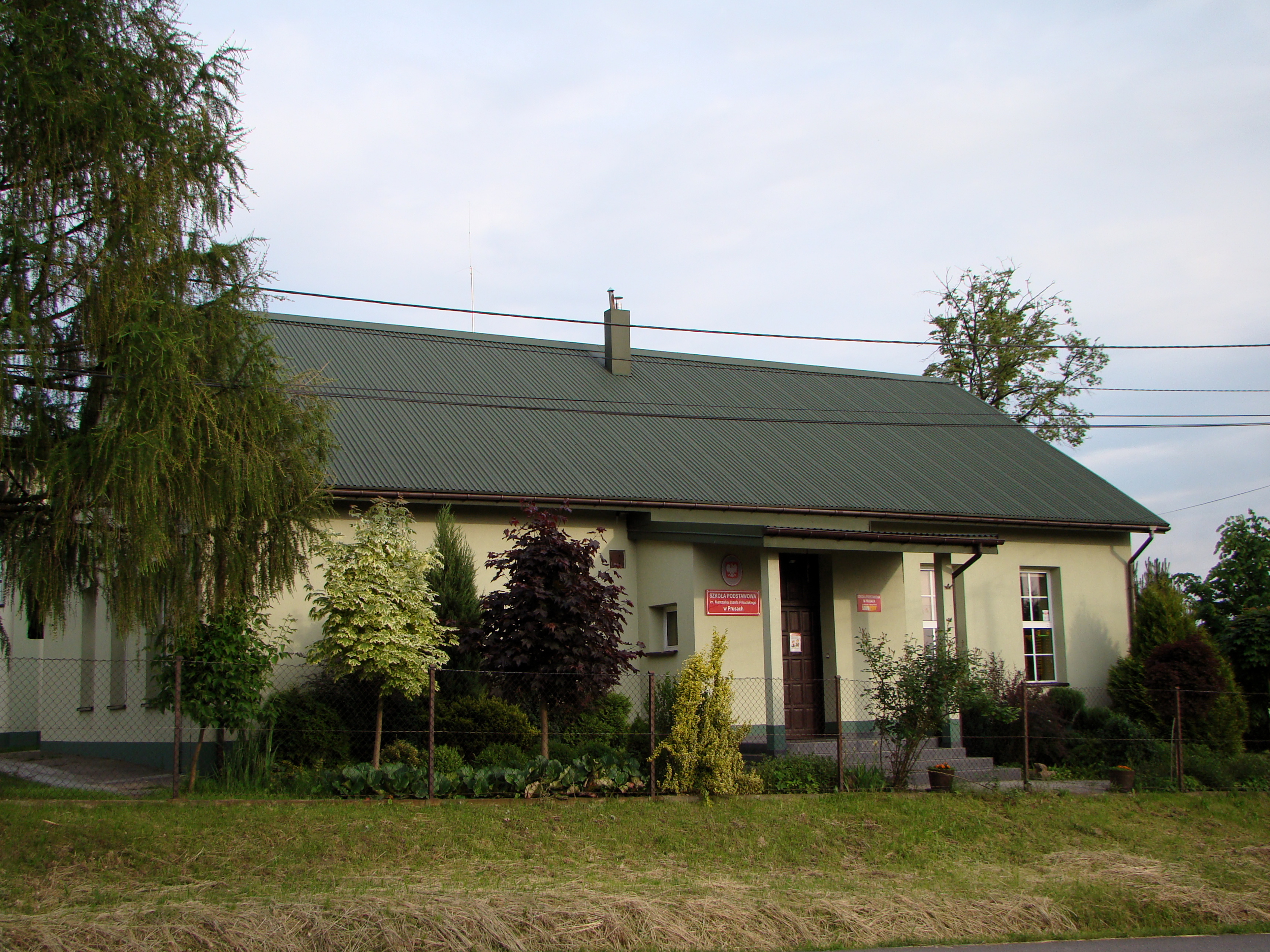
Szkoła Podstawowa im. Marszałka Józefa Piłsudskiego

Prusy – wieś w Polsce położona w województwie małopolskim, w powiecie krakowskim, w gminie Kocmyrzów-Luborzyca.
Przez Prusy przebiega droga wojewódzka 776.

## Historia
Wieś arcybiskupstwa gnieźnieńskiego w powiecie proszowickim w województwie krakowskim w końcu XVI wieku. W latach 1975–1998 miejscowość położona była w województwie krakowskim.
W 1875 roku ówczesny właściciel wsi Juliusz August John, aby przyspieszyć i ułatwić założenie szkoły podarował gminom zobowiązanym do utrzymywania szkoły budynek dworski tzw. stary dwór oraz 1 morgę ziemi.
Jest to jedyna wieś dawnej gminy Mogiła, która nie weszła w skład Krakowa.
Na terenie miejscowości znajdują się dwa cmentarze z okresu I wojny światowej:
Cmentarz wojenny nr 399 – Prusy oraz Cmentarz wojenny nr 400 – Prusy.
Siedziba rzymskokatolickiej parafii Matki Bożej Wspomożenia Wiernych w Prusach.
W Prusach w 1929 roku urodził się późniejszy historyk prawa, profesor Stanisław Grodziski.
W 1909 roku majątek w Prusach zakupiła Fundacja Piotra Michałowskiego opiekująca się sierotami i chłopcami z ubogich rodzin. Zbudowała ona w latach 30. XX wieku budynek w którym działała szkoła z internatem dla wychowanków.  Po przejęciu w 1917 roku opieki nad zakładem  działającym w Krakowie przez biskupa krakowskiego zmieniono nazwę na Zakład św. Józefa Fundacji Piotra Michałowskiego, a w 1921 roku wszystkich wychowanków przeniesiono do Prus. W budynku przy ulicy Karmelickiej pozostały biura fundacji, sklep i mieszkania dla 20 wychowanków.
Od 1925 roku do sierpnia 1940 roku zakład prowadzili księża michaelici, potem do 1942 sercanie, następnie salezjanie. W 1942 roku Niemcy przekształcili go w Dom Poprawy. W październiku 1945 roku abp Adam Sapieha przekazał zakład w zarząd Caritasowi. W latach 1945–1948 w Prusach działały szkoły: średnia ogólnonarodowa i ogrodnicza, a w latach 1948–1949 średnia zawodowa z wydziałem ogrodniczym i krawieckim oraz sierociniec. 
W 1946 roku Fundacja ogłosiła nabór do Gimnazjum Młynarskiego pod patronatem Zrzeszenia Przemysłu Młynarskiego. Oplata za naukę i mieszkanie wynosiła 5 tysięcy złotych. Uczniom proponowano miejsce w internacie, sierotom i uczniom z ubogich rodzin zwolnienie z opłat. W 1950 roku majątek Fundacji upaństwowiono. W budynku działała Centralna Szkoła Spółdzielczości Pracy. Obecnie w budynku działa Dom Pomocy dla Osób Niepełnosprawnych prowadzony przez Zgromadzenie Córek Bożej Miłości. Został on przekazany zakonowi w 1984 roku w zamian za przejęte przez Skarb Państwa budynki należące do tego Zgromadzenia w Pleszowie.

## Stacja Doświadczalna Uniwersytetu Rolniczego
W 1955 roku Wyższa Szkoła Rolnicza przejęła gospodarstwo w Prusach koło Krakowa tworząc Rolniczy Zakład Doświadczalny z gospodarstwem o powierzchni 112 ha.  W 1994 roku weszło ono w skład Stacji Doświadczalnej Katedry/Zakładu Szczegółowej Uprawy Roślin. W 2010 roku powołano Rolnicze Gospodarstwo Doświadczalne z siedzibą w Prusach. Przejęło ono pola nie wykorzystywane przez katedralne i wydziałowe stacje doświadczalne w Prusach, Mydlnikach i Garlicy Murowanej.